# Disa
Disa – rodzaj roślin z rodziny storczykowatych (Orchidaceae). Obejmuje ok. 185 gatunków. Rośliny te występują w Afryce subsaharyjskiej w takich krajach jak: Kenia, Tanzania, Uganda, Etiopia, Sudan, Angola, Malawi, Mozambik, Zambia, Zimbabwe, RPA, Gwinea, Lesotho, Wybrzeże Kości Słoniowej, Liberia, Niger, Nigeria, Sierra Leone, Burundi, Kamerun, Republika Środkowoafrykańska, Kongo, Gabon, Rwanda, DRK, Madagaskar, Reunion oraz na Półwyspie Arabskim w Jemenie.

## Morfologia
Płonne pędy wytwarzane są rzadko, osiągają do 15 cm długości z kilkoma ostro zakończonymi liśćmi do 40 cm długości. Płodne pędy mają do 100 cm długości. Liście lancetowate do owalnych, zwykle ostro zakończonymi. Kwiatostan z pojedynczym lub dużą liczbą kwiatów. Kwiat nie odwrócony, czasem podwójnie. Kwiaty od 4 do 80 mm średnicy, najczęściej czerwone lub białe, rzadziej niebieskie, żółte lub zielone.

## Biologia i ekologia
Rośliny rosną w bardzo zróżnicowanych środowiskach. Choć większość gatunków rośnie na siedliskach naturalnych, niektóre preferują także siedliska przekształcone np. wycinki pod drogi (D. woodii, D. chrysostachya) lub rośnie na sosnowych plantacjach (D. bracteata). Większość gatunków występuje w wilgotnych i mokrych środowiskach. Jednym z niewielu wyjątków, który występuje na terenach suchych jest gatunek D. karooica. Kilka gatunków rozwija się tylko po pożarach  (D. introrsa, D. micropetala, D subtenuicornis, D. atrorubens, D. bodkinii, D. begleyi), a u większości zaobserwowano wzmożone kwitnienie po pożarach lasów. Kwitnienie u większości gatunków następuje wiosną, tylko gatunki występujące w wyższych górach oraz na brzegach strumieni kwitną późną wiosną lub wczesnym latem. Rzadko kwitnienie ma miejsce latem lub jesienią.
Niektóre gatunki rosną pojedynczo (np. D. cornuta) albo w mniej lub bardziej rozproszonych skupiskach (D. ferruginea, D. graminifolia, D. purpurascens). Wiele gatunków można także zaobserwować w wielkich skupiskach po kilkaset okazów rosnących blisko siebie (D. tenella, D. sagittalis, D. cooperi, D. obtusa, D. bivalvata, D.comosa, D. bolusiana).

## Systematyka
Rodzaj sklasyfikowany do monotypowego podplemienia Disinae (Benth.) w plemieniu Diseae z podrodziny storczykowych (Orchidoideae) w rodzinie storczykowatych (Orchidaceae), rząd szparagowce (Asparagales) w obrębie roślin jednoliściennych.
Wykaz gatunków
- Disa aconitoides Sond.
- Disa aemula Bolus
- Disa aequiloba Summerh.
- Disa albomagentea E.G.H.Oliv. & Liltved
- Disa alinae Szlach.
- Disa alticola H.P.Linder
- Disa amoena H.P.Linder
- Disa andringitrana Schltr.
- Disa aperta N.E.Br.
- Disa arida Vlok
- Disa aristata H.P.Linder
- Disa atricapilla (Harv. ex Lindl.) Bolus
- Disa atrorubens Schltr.
- Disa aurata (Bolus) L.T.Parker & Koop.
- Disa barbata (L.f.) Sw.
- Disa basutorum Schltr.
- Disa baurii Bolus
- Disa begleyi L.Bolus
- Disa bifida (Thunb.) Sw.
- Disa biflora (L.) Druce
- Disa bivalvata (L.f.) T.Durand & Schinz
- Disa bodkinii Bolus
- Disa bolusiana Schltr.
- Disa borbonica Balf.f. & S.Moore
- Disa brachyceras Lindl.
- Disa bracteata Sw.
- Disa brevicornis (Lindl.) Bolus
- Disa brevipetala H.P.Linder
- Disa buchenaviana Kraenzl.
- Disa caffra Bolus
- Disa cardinalis H.P.Linder
- Disa caulescens Lindl.
- Disa cedarbergensis H.P.Linder
- Disa celata Summerh.
- Disa cephalotes Rchb.f.
- Disa cernua (Thunb.) Sw.
- Disa chimanimaniensis (H.P.Linder) H.P.Linder
- Disa chrysostachya Sw.
- Disa clavicornis H.P.Linder
- Disa cochlearis S.D.Johnson & Liltved
- Disa comosa (Rchb.f.) Schltr.
- Disa conferta Bolus
- Disa cooperi Rchb.f.
- Disa cornuta (L.) Sw.
- Disa crassicornis Lindl.
- Disa cryptantha Summerh.
- Disa cylindrica (Thunb.) Sw.
- Disa danielae Geerinck
- Disa densiflora (Lindl.) Bolus
- Disa dichroa Summerh.
- Disa dracomontana Schelpe ex H.P.Linder
- Disa draconis (L.f.) Sw.
- Disa ecalcarata (G.J.Lewis) H.P.Linder
- Disa elegans Sond. ex Rchb.f.
- Disa eminii Kraenzl.
- Disa engleriana Kraenzl.
- Disa equestris Rchb.f.
- Disa erubescens Rendle
- Disa esterhuyseniae Schelpe ex H.P.Linder
- Disa extinctoria Rchb.f.
- Disa facula P.J.Cribb, C.Herrm. & Sebsebe
- Disa fasciata Lindl.
- Disa ferruginea Sw.
- Disa filicornis (L.f.) Thunb.
- Disa flexuosa (L.) Sw.
- Disa forcipata Schltr.
- Disa forficaria Bolus
- Disa fragrans Schltr.
- Disa galpinii Rolfe
- Disa gladioliflora Burch. ex Lindl.
- Disa glandulosa Burch. ex Lindl.
- Disa graminifolia Ker Gawl. ex Spreng.
- Disa hallackii Rolfe
- Disa harveyana Lindl.
- Disa hians (L.f.) Spreng.
- Disa hircicornis Rchb.f.
- Disa incarnata Lindl.
- Disa inflexa (Lindl.) Mundt ex Bolus
- Disa intermedia H.P.Linder
- Disa introrsa Kurzweil, Liltved & H.P.Linder
- Disa karooica S.D.Johnson & H.P.Linder
- Disa katangensis De Wild.
- Disa klugei McMurtry
- Disa linderiana Bytebier & E.G.H.Oliv.
- Disa lineata Bolus
- Disa lisowskii Szlach.
- Disa longicornu L.f.
- Disa longifolia Lindl.
- Disa longilabris Schltr.
- Disa longipetala (Lindl.) Bolus
- Disa lugens Bolus
- Disa macrostachya (Lindl.) Bolus
- Disa maculata L.f.
- Disa maculomarronina McMurtry
- Disa marlothii Bolus
- Disa micropetala Schltr.
- Disa miniata Summerh.
- Disa minor (Sond.) Rchb.f.
- Disa montana Sond.
- Disa multifida Lindl.
- Disa neglecta Sond.
- Disa nervosa Lindl.
- Disa newdigateae L.Bolus
- Disa nigerica Rolfe
- Disa nivea H.P.Linder
- Disa nubigena H.P.Linder
- Disa nyikensis H.P.Linder
- Disa obliqua (Lindl.) Bolus
- Disa obtusa Lindl.
- Disa ocellata Bolus
- Disa ochrostachya Rchb.f.
- Disa oligantha Rchb.f.
- Disa ophrydea (Lindl.) Bolus
- Disa oreophila Bolus
- Disa ornithantha Schltr.
- Disa ovalifolia Sond.
- Disa patula Sond.
- Disa perplexa H.P.Linder
- Disa physodes Sw.
- Disa pillansii L.Bolus
- Disa polygonoides Lindl.
- Disa porrecta Sw.
- Disa praecox (H.P.Linder) H.P.Linder
- Disa procera H.P.Linder
- Disa pulchella Hochst. ex A.Rich.
- Disa pulchra Sond.
- Disa purpurascens Bolus
- Disa pygmaea Bolus
- Disa racemosa L.f.
- Disa remota H.P.Linder
- Disa renziana Szlach.
- Disa reticulata Bolus
- Disa rhodantha Schltr.
- Disa richardiana Lehm. ex Bolus
- Disa robusta N.E.Br.
- Disa roeperocharoides Kraenzl.
- Disa rosea Lindl.
- Disa roseovittata McMurtry & G.McDonald
- Disa rufescens (Thunb.) Sw.
- Disa rungweensis Schltr.
- Disa sabulosa Bolus
- Disa sagittalis (L.f.) Sw.
- Disa salteri G.J.Lewis
- Disa sanguinea Sond.
- Disa sankeyi Rolfe
- Disa satyriopsis Kraenzl.
- Disa saxicola Schltr.
- Disa schizodioides Sond.
- Disa schlechteriana Bolus
- Disa scullyi Bolus
- Disa scutellifera A.Rich.
- Disa similis Summerh.
- Disa spathulata (L.f.) Sw.
- Disa stachyoides Rchb.f.
- Disa staerkeriana McMurtry & Bytebier
- Disa stairsii Kraenzl.
- Disa stricta Sond.
- Disa subtenuicornis H.P.Linder
- Disa telipogonis Rchb.f.
- Disa tenella (L.f.) Sw.
- Disa tenuicornis Bolus
- Disa tenuifolia Sw.
- Disa tenuis Lindl.
- Disa thodei Schltr. ex Kraenzl.
- Disa triloba Lindl.
- Disa tripetaloides (L.f.) N.E.Br.
- Disa tysonii Bolus
- Disa ukingensis Schltr.
- Disa uncinata Bolus
- Disa uniflora P.J.Bergius
- Disa vaginata Harv. ex Lindl.
- Disa vasselotii Bolus ex Schltr.
- Disa venosa Sw.
- Disa venusta Bolus
- Disa verdickii De Wild.
- Disa versicolor Rchb.f.
- Disa vigilans McMurtry & T.J.Edwards
- Disa virginalis H.P.Linder
- Disa walleri Rchb.f.
- Disa walteri Schltr.
- Disa welwitschii Rchb.f.
- Disa woodii Schltr.
- Disa zimbabweensis H.P.Linder
- Disa zombica N.E.Br.
- Disa zuluensis Rolfe

Hybrydy
- Disa × brendae H.P.Linder
- Disa × nuwebergensis H.P.Linder
- Disa × paludicola J.Stewart & J.C.Manning
- Disa × vogelpoelii (H.P.Linder) Bytebier